# Dishonored (filme)
Dishonored (br: Desonrada/pt: Fatalidade) é um filme estadunidense de 1931, do gênero drama de espionagem, com alguma comicidade, dirigido por Josef von Sternberg. Apesar da história não fazer muito sentido, o filme foi um dos maiores sucessos do ano, graças à presença hipnótica de Marlene Dietrich, que chega, inclusive, a exibir um surpreendente talento para a comédia.

## Sinopse
Marie Kolverer é uma prostituta vienense que se oferece como espiã ao serviço secreto de seu país. Transformada na sedutora agente X27, uma espécie de Mata Hari, ela facilmente seduz e extrai segredos de oficiais inimigos durante a Primeira Guerra Mundial. Contudo, ela acaba se apaixonando pelo Coronel Kranau, um espião russo, e o deixa escapar de suas garras. Presa, é condenada a morrer diante de um pelotão de fuzilamento.

## Elenco
| Ator/Atriz             | Personagem                         |
| ---------------------- | ---------------------------------- |
| Marlene Dietrich       | Marie Kolverer / X27               |
| Victor McLaglen        | Coronel Kranau                     |
| Gustav von Seyffertitz | Chefe do Serviço Secreto austríaco |
| Warner Oland           | Coronel von Hindau                 |
| Lew Cody               | Kovrin                             |
| Barry Norton           | Tenente do pelotão de fuzilamento  |
| Wilfred Lucas          | General Dymov                      |
| Alexis Davidoff        | Oficial                            |
| William B. Davidson    | Oficial do pelotão de fuzilamento  |
| Davison Clark          | Oficial da Corte                   |
| Tom London             | "extra"                            |

## Principais prêmios e indicações
| Prêmio                          | Categoria(s) Indicada(s) | Categoria(s) Premiada(s) |
| ------------------------------- | ------------------------ | ------------------------ |
| National Board of Review (1931) | ---                      | Melhor Filme             |